# Люксембург, Александр Михайлович
Алекса́ндр Миха́йлович Люксембу́рг (6 июля 1951 — 2 апреля 2007, Ростов-на-Дону) — советский и российский литературовед, переводчик, набоковед, доктор филологических наук, профессор кафедры теории и истории мировой литературы факультета филологии и журналистики РГУ (теперь — Южный федеральный университет). Разработал единую методологию анализа метапрозы — теорию игровой поэтики.

## Биография
Александр Михайлович Люксембург родился 6 июля 1951 года в Ростове-на-Дону в университетской семье.
В 1973 году окончил Московский институт иностранных языков им. Мориса Тореза (ныне Московский университет иностранных языков)
В 1977 году Александр Михайлович защитил кандидатскую диссертацию в МГУ на тему: «Творческий путь Ч. П. Сноу», а в 1989 году там же докторскую — на тему: «Англо-американская университетская проза: Проблемы эволюции и типологии».
Вся преподавательская карьера Александра Михайловича была неразрывно связана с Ростовским государственным университетом (сейчас Южным федеральным университетом), кафедрой теории и истории мировой литературы.
Александр Михайлович был человеком редких человеческих качеств и выдающегося таланта, трудолюбивым, глубоким, любознательным, во всех своих работах доходящим до сути объекта изучения.

## Набоковедение
1990-е — 2000-е Александр Михайлович Люксембург посвятил изучению творчества Владимира Набокова.
Кроме этого, Александр Михайлович сделал первый перевод романа В.Набокова «Смех в темноте».
А. М. Люксембург является автором комментариев и вступительной статьи в академическом собрании сочинений писателя американского периода.
В 2004 г. вышла фундаментальная монография «Отражения отражений: творчество В. Набокова в зеркале литературной критики», где Александр Люксембург анализирует восприятие работ Набокова с 1920-х годов до настоящих дней.

## Игровая поэтика
Александр Михайлович Люксембург является автором теории игровой поэтики, которая стала идейной основой для возникновения школы игровой поэтики, продолжающей развиваться и расти и после смерти литературоведа.
Впервые принципы теории игровой поэтики были опробованы в книге «Магистр игры Вивиан Ван Бок: Игра слов в прозе Владимира Набокова в свете теории каламбура», опубликованной в 1996 г. совместно с Г. Ф. Рахимкуловой.
Теория игровой поэтики даёт универсальный инструментарий для анализа литературных произведений, но наиболее востребована она оказывается в случае с постмодернистскими текстами. Произведения, воплощающие принципы игровой поэтики, невозможно объединить жесткими хронологическими рамками, они встречаются в различных литературных направлений и течений.
С середины XVIII века в мировой литературе появляются художественные произведения, чья эстетическая ценность не вызывает сомнений, но попытки интерпретировать их структуру используя категории традиционных литературных канонов не могут дать исчерпывающие ответы на интересующие вопросы.
Принципы данной теории оказались чрезвычайно востребованы при изучении творчества разных писателей и при решении конкретных филологических и журналистских задач.
Впервые необходимость в формулировании теории игровой поэтики была обозначена в книге «Мастер игры Вивиан Ван Бок» . В данной работе вводятся два основных понятия данной теории: игровая поэтика и игровая стилистика. В дальнейшем проблема игровой стилистики применительно к творчеству В. Набокова в полном объёме была рассмотрена Г. Ф. Рахимкуловой в работе «Олакрез Нарцисса» . В 2006 году в свет вышел сборник «Игровая поэтика», в котором исследуются игровые аспекты творчества В. Набокова, Дж. Барта, Э. Берджесса, А. Роб-Грийе.
Теория игровой поэтики актуальна ещё благодаря тому, что игровая установка наблюдается все чаще не только в литературе, но и во многих других сферах жизни человека.
Активное и частое использование игровых элементов было приписано писателям-постмодернистам, после чего было объявлено, что установка на игру свойственна исключительно литературе постмодернизма. Данное предположение было отвергнуто основателем теории игровой поэтики А. М. Люксембургом. Игровые элементы можно обнаружить уже в романе Стерна «Жизнь и мнения Тристама Шенди, джентльмена». Таким образом, понятие игровой поэтики обозначилось как более широкое, чем понятие постмодернистской литературы.
В основе поэтики игрового текста положены следующие принципы: игровая структура текста, обманчивость фабулы, игровое использование интертекстуальности, амбивалентность, недостоверность повествования, лабиринтизм, калейдоскопичность, театрализация, присутствие автора в тексте, игровая наррация и игровая стилистика текста.
Круг приверженцев теории игровой поэтики постоянно растет. Уже можно наблюдать попытки исследователей представить свои версии теории игровой поэтики.

## Международная деятельность
Научная и переводческая деятельность принесла А. М. Люксембургу международное признание. Он плодотворно сотрудничал с целым рядом европейских университетов — с Университетом земли Саар (Саарбрюккен, Германия) и Техническим университетом Дортмунда в частности. Результатом такой совместной работы стала коллективная монография «Textual Intricasies: Essays on Structure and Intertextuality in Nineteenth and Twentieth Century Fiction in English», вышедшая в свет в 2009 году, уже после смерти ученого, и включившая работы ряда российских и немецких филологов, посвященные англоязычной прозе.

## Список работ
Общее число публикаций — более 150.